# Tolvgudablomma
Tolvgudablomma (Primula meadia) är en art i familjen viveväxter som förekommer naturligt i östra och centrala USA. Bladen är kala och sitter i rosett, stjälen är bladlös och bär en flock med blommor. På blommorna är kronbladen kraftigt bakåtvikta på ett sätt som är ovanligt i Primula. Ståndarna håller knapparna tätt ihop runt pistillens stift. Tolvgudablomma odlas som trädgårdsväxt i Sverige.
Tidigare har tolvgudablomman, tillsammans med några andra arter, bildat ett eget släkte Dodecatheon. Detta förs numera till släktet Primula.

## Underarter
Arten delas in i följande underarter:
- D. m. brachycarpum
- D. m. meadia

## Synonymer
Dodecatheon brachycarpum Small
Dodecatheon meadia L.
Dodecatheon pauciflorum (Durand) Greene
Dodecatheon meadia var. brachycarpum (Small) Fassett